# آس الليمون
آس الليمون أو مرتل الليمون (الاسم العلمي: Backhousia citriodora). ويطلق عليها أحيانا اسم ليمون العطر ذو الخشب القوي، هو نبات مزهر ينتمي إلى الفصيلة الآسية. موطنه الأساسي الغابات شبه الاستوائية في وسط وجنوب-شرق ولاية كوينزلاند في أستراليا حيث يتوزع طبيعيا هناك من منطقة mackay الساحلية إلى منطقة Brisbane الساحلية أيضا. من اسمائه الشائعة أيضا شجرة رعي الحمام الحلوة (رجل الحمام، فرفينا) الحلوة وآس رعي الحمام الحلو وليمون رعي الحمام العطر والليمون العطر Backhousia.

## النمو
يمكن أن يصل طوله إلى 20 م (66 قدم)، لكن غالباً يكون أقصر. الأوراق دائمة الخضرة، متعاكسة، مسننة، بطول 5-12 سم (2.0-4.7 إنش) وعرض 1.5-2.5 سم (0.59-0.98) إنش)، بلون أخضر لامع، بحافة غير مسننة. الأوراق لونها أبيض قشدي، بقطر 5-7 مم، تخرج كعناقيد في نهايات الأغصان من الصيف إلى الخريف، بعد سقوط التويج يبقى الكأس.

## الزيوت العطرية
يحوي باكوسيا سيتريودورا نمطين كيميائيين من الزيوت العطرية:
النمط الكيميائي سيترال أكثر انتشاراً ويزرع في أستراليا كمنكه وزيت عطري. سيترال المعزول من تبخير زيت آس الليمون العطري يطبق موضعياً 90-98%، وينتج الزيت 1-3% من الأوراق الطرية. إنه أهم مصدر طبيعي للسيترال. النمط الكيميائي سيترونيلال غير مألوف، ويمكن استخدامه كطارد للحشرات.
يملك الزيت العطري الأساسي لليمون ميرتل خصائص مضادة للميكروبات. على كل حال فإن الزيت العطري غير الممدد هو سام لخلايا الإنسان عند الدراسة في الزجاج. عندما يمدد إلى ما يقارب 1% يصبح الامتصاص عبر الجلد والضرر اللاحق الناتج عنه في أدنى مستوياته. يملك زيت الليمون ميرتل معامل ريديال ووكر عال، وهو مقياس للقدرة المضادة للميكروبات.
يتم الاستقصاء عن استخدام زيت الليمون ميرتل (آس الليمون) في التقرحات الجلدية المحدثة بسبب فيروس المليساء المعدية molluscum contagiosum virus (MCV), وهو مرض يصيب الأطفال والمرضى مثبطي المناعة. وأظهر تسعة من ستة عشر من المرضى الذين عولجوا مع 10٪ من زيت آس الليمون تحسنا كبيرا، مقابل لا شيء في المجموعة المراقبة.
الزيت هو المكون الشائع في منتجات العناية بالصحة ومنتجات التنظيف، خاصة الصوابين واللوسيونات ومحضرات تفتيح البشرة والشامبوهات.

## صدأ الآس
تم اكتشاف عامل ممرض فطري هام وهو صدأ الآس (أوريدو رانجيلي) في مزارع آس الليمون في كانون الأول 2011. يؤذي صدأ الآس البراعم الجديدة بشدة ويهدد إنتاج آس الليمون. يتم تطوير وسائل سيطرة.